# Alisotrichia tetraespinosa
Alisotrichia tetraespinosa är en nattsländeart som beskrevs av Bueno-soria och Harris 1993. Alisotrichia tetraespinosa ingår i släktet Alisotrichia och familjen smånattsländor. Inga underarter finns listade i Catalogue of Life.